# Order Birmy
Order Birmy (ang. Order of Burma, skr. OB lub O.B.) – brytyjskie odznaczenie ustanowione 10 maja 1940 dekretem króla Jerzego VI. W założeniach miał pełnić rolę podobną do Orderu Indii Brytyjskich, z przeznaczeniem do wynagradzania tubylczych oficerów birmańskiej armii, za długoletnią, wierną i honorową służbę, ale nadawany był tylko w jednej klasie w formie komandorii noszonej na szyi na wstędze orderowej. Od 1945 przyznawany był również za dzielność (takich orderów wręczono 24). Wraz z uzyskaniem niepodległości przez Birmę w 1947, order został zniesiony. Obecnie wciąż jest noszony i znajduje się w oficjalnej brytyjskiej kolejności starszeństwa odznaczeń po wojskowej odmianie Orderu Zasługi Indyjskiej i przed Krzyżem Dzielności Znamienitej.